# Aun así
Aun así (en hangul, 알고있지만; romanización revisada, Algoitjiman), conocida en inglés como Nevertheless, es una serie de televisión surcoreana transmitida del 19 de junio de 2021 hasta el 21 de agosto de 2021 a través de JTBC.
La serie está basada en el webtoon "I Know But" de Jung Seo.

## Sinopsis
La serie representa un romance hiperrealista entre un hombre que está molesto con las relaciones pero le gusta coquetear y una mujer que quiere tener una cita pero no cree en el amor.
Aunque Park Jae-eon es un joven despreocupado y coqueto, que nunca se permite desarrollar sentimientos por los demás y que considera que las citas son una pérdida de tiempo. Por otro lado, Yoo Na-bi es una joven que disfruta de las citas, sin embargo después de una amarga experiencia con su exnovio, termina desconfiando y ya no cree en el destino.
Sin embargo sus perspectivas cambian cuando se encuentran, y cada uno rompe las barreras que habían creado alrededor de ellos mismos.

## Reparto

### Personajes principales
| Actor           | Personaje    | N.º de episodios | Notas |
| --------------- | ------------ | ---------------- | --- |
| Song Kang       | Park Jae-eon | 10               | Es un joven amigable y alegre que aunque cree que las citas son una pérdida de tiempo le gusta coquetear pero no se deja llevar por las emociones y traza líneas firmes entre él y las otras personas, para no revelar cómo se siente. Sin embargo cuando conoce a Yoo Na-bi, quiere cambiar eso.                                   |
| Han So-hee      | Yoo Na-bi    | 10               | Es una joven que no confía en el amor después de tener una experiencia cruel y amarga con su exnovio, sin embargo cuando conoce a Park Jae-eon el tiene un efecto mágico en ella que desafía la decisión de Na-bi de mantenerse al margen. Al final Na-bi perdona todas las actitudes e infidelidades de Jae-eon y se queda con él. |
| Chae Jong-hyeop | Yang Do-hyuk | -                | Es el amigo de la infancia y el primer amor de Yoo Na-bi. Dirige un popular programa de cocina en YouTube. |
| Lee Yul-eum     | Yoon Seol-ah | -                | Es la exnovia de Park Jae-eon. |
| Yang Hye-ji     | Oh Bit-na    | -                | Es una estudiante que está en el mismo departamento de escultura que Park Jae-eon y Yoo Na-bi. Además, es novia de Kyoo-hyun |

### Personajes secundarios
| Actor          | Personaje      | N.º de episodios | Notas                                                                                            |
| -------------- | -------------- | ---------------- | ------------------------------------------------------------------------------------------------ |
| Kim Min-gwi    | Nam Kyoo-hyun  | -                | Es un estudiante y compañero de clases de Park Jae-eon y Yoo Na-bi. Además, es novio de Bit-Na   |
| Lee Ho-jung    | Yoon Sol       | -                | Es una estudiante y compañera de clases de Park Jae-eon y Yoo Na-bi.                             |
| Yoon Seo-ah    | Seo Ji-wan     | -                | Es una estudiante con una apariencia y forma de hablar encantadoras. Es buena amiga de Yoon Sol. |
| Jung Jae-kwang | Ahn Kyung-joon | -                | Es un estudiante mayor del departamento de Park Jae-eon y Yoo Na-bi.                             |

### Otros personajes
| Actor          | Personaje     | N.º de episodios | Notas                                                                                           |
| -------------- | ------------- | ---------------- | ----------------------------------------------------------------------------------------------- |
| Lee Seung-hyub | Joo Hyuk      | -                | [ 20 ]                                                                                          |
| Han Eu-ddeum   | Cho Min-young | -                | Es una maestra asistente de enseñanza del departamento al que asisten Park Jae-eon y Yoo Na-bi. |
| Seo Hye-won    | Jang Se-young | -                | Es una estudiante junior del departamento de Park Jae-eon y Yoo Na-bi.                          |
| Yoon Sa-bong   | Yoo Jung-seok | -                | Es la tía de Yoo Na-bi, a quien crio como si fuera su hija.                                     |
| Lee Tae-hee    | Sung Yoon     | -                |                                                                                                 |
| Lee Jung-ha    | Kim Eun-han   | -                | [ 24 ] [ 25 ]                                                                                   |
| Yoo Se-ho      | Kim Moo-joon  | -                | [ 26 ]                                                                                          |
| Jin Ho-eun     | -             | -                | Es el amigo Seo Ji-wan.                                                                         |

### Apariciones especiales
| Actor          | Personaje    | Episodio(s) donde apareció | Notas                                                           |
| -------------- | ------------ | -------------------------- | --------------------------------------------------------------- |
| Choi Sung-jae  | Yoo Hyun-woo | 1, 4                       | Es el exnovio de Yoo Na-bi.                                     |
| Ko Won-hee     | -            | 1, 6                       | Es una mujer en el bar con la que Park Jae-eon coquetea.        |
| Ha Do-kwon     | -            | 4-5                        | Es el hermano de una de las antiguas aventuras de Park Jae-eon. |
| Seo Jeong-yeon | -            | 6                          | Es la madre de Park Jae-eon.                                    |
| Kim Min-kyu    | "Dimples"    | 8                          | Es el "amigo" de Oh Bit-na.                                     |

## Episodios
La serie está conformada por diez episodios, los cuales fueron emitidos todos los sábados a las 23:00 (KST).
Cada episodio fue lanzado en Netflix en Corea del Sur e internacionalmente después de su transmisión televisiva.
El 3 de junio del mismo año una fuente del drama anunció que se encontraban discutiendo ponerle a algunos episodios de la serie una calificación de 19+.

### Índices de audiencia
Los números en color rojo indican las calificaciones más bajas, mientras que los números en azul indican las calificaciones más altas.
| Ep.      | Título                                                | Fecha de emisión     | Participación promedio de audiencia (AGB Nielsen) | Participación promedio de audiencia (AGB Nielsen) |
| Ep.      | Título                                                | Fecha de emisión     | Nacional                                          | Seúl                                              |
| -------- | ----------------------------------------------------- | -------------------- | ------------------------------------------------- | ------------------------------------------------- |
| 1        | There's No Such Thing as Fate. Nevertheless,          | 19 de junio de 2021  | 2.207 %                                           | 2.5 %                                             |
| 2        | It's Not Only Me. Nevertheless,                       | 26 de junio de 2021  | 1.253 %                                           | 1.2 %                                             |
| 3        | It Has Already Begun. Nevertheless,                   | 3 de julio de 2021   | 1.173 %                                           | N/A                                               |
| 4        | I Know It Isn't Love. Nevertheless,                   | 10 de julio de 2021  | 1.714 %                                           | N/A                                               |
| 5        | I Know Nothing Will Change. Nevertheless,             | 17 de julio de 2021  | 1.446 %                                           | N/A                                               |
| 6        | There's No Such Thing as Love. Nevertheless,          | 24 de julio de 2021  | 1.309 %                                           | N/A                                               |
| 7        | I Know Nothing There's No Turning Back. Nevertheless, | 31 de julio de 2021  | 1.457 %                                           | N/A                                               |
| 8        | I Know It's a Lie. Nevertheless,                      | 7 de agosto de 2021  | 0.994 %                                           | N/A                                               |
| 9        | I Know It's Over. Nevertheless,                       | 14 de agosto de 2021 | 1.437 %                                           | N/A                                               |
| 10       | Nevertheless, I Still…                                | 21 de agosto de 2021 | 1.7 %                                             | N/A                                               |
| Promedio | Promedio                                              | Promedio             | -                                                 | -                                                 |

## Banda sonora original
La banda sonora original de la serie está conformada por las siguientes canciones:

### Parte 1
| No. | Intérprete           | Canción                     | Letra     | Música           | Duración |
| --- | -------------------- | --------------------------- | --------- | ---------------- | -------- |
| 1   | Kimmuseum (김뮤지엄) | "We're Already" (우린 이미) | Kimmuseum | Kimmuseum y Jemn | 3:58     |
| 2   |                      | "We're Already" (Inst.)     | -         | Kimmuseum y Jemn | 3:58     |

### Parte 2
| No. | Intérprete             | Canción                     | Letra | Música                  | Duración |
| --- | ---------------------- | --------------------------- | ----- | ----------------------- | -------- |
| 1   | Night Off (나이트오프) | "Nevertheless" (알고있지만) | Eaeon | Lee Neung-ryong y Eaeon | 3:32     |
| 2   |                        | "Nevertheless" (Inst.)      | -     | Lee Neung-ryong y Eaeon | 3:32     |

### Parte 3
| No. | Intérprete           | Canción           | Letra       | Música      | Duración |
| --- | -------------------- | ----------------- | ----------- | ----------- | -------- |
| 1   | Park Ji-woo (박지우) | "Whisper"         | Park Ji-woo | Park Ji-woo | 2:50     |
| 2   |                      | "Whisper" (Inst.) | -           | Park Ji-woo | 2:50     |

### Parte 4
| No. | Intérprete       | Canción             | Letra | Música | Duración |
| --- | ---------------- | ------------------- | ----- | ------ | -------- |
| 1   | J.UNA (제이유나) | "Butterfly"         | J.UNA | J.UNA  | 3:14     |
| 2   |                  | "Butterfly" (Inst.) | -     | J.UNA  | 3:14     |

### Parte 5
| No. | Intérprete | Canción               | Letra | Música | Duración |
| --- | ---------- | --------------------- | ----- | ------ | -------- |
| 1   | Rio        | "Heavy Heart"         | Rio   | Rio    | 3:34     |
| 2   |            | "Heavy Heart" (Inst.) | -     | Rio    | 3:34     |

### Parte 6
| No. | Intérprete | Canción                     | Letra              | Música                        | Duración |
| --- | ---------- | --------------------------- | ------------------ | ----------------------------- | -------- |
| 1   | Sam Kim    | "Love Me Like That"         | Sam Kim y Zac Poor | Sam Kim, Maxx Song y Zac Poor | 3:31     |
| 2   |            | "Love Me Like That" (Inst.) | -                  | Sam Kim, Maxx Song y Zac Poor | 3:31     |

### Parte 7
| N.º | Intérprete | Canción                             | Letra | Música | Duración |
| --- | ---------- | ----------------------------------- | ----- | ------ | -------- |
| 1   | Jukjae     | "Fall in Love" (나도 모르는 사이에) | Doko  | Doko   | 3:59     |
| 2   |            | "Fall in Love" (Inst.)              | -     | Doko   | 3:59     |

### Parte 8
| N.º | Intérpretes | Canción             | Letra      | Música        | Duración |
| --- | ----------- | ------------------- | ---------- | ------------- | -------- |
| 1   | Say Sue Me  | "So Tender"         | Choi Su-mi | Kim Byung-gyu | 4:28     |
| 2   |             | "So Tender" (Inst.) | -          | Kim Byung-gyu | 4:28     |

## Producción
La serie está basada en el webtoon "I Know But" (알고있지만,) de Jung Seo publicada por primera vez en Naver Webtoon en octubre de 2018.
La dirección está a cargo de Kim Ga-ram (김가람), mientras que el guion estuvo en manos de Jung Won (이은미). La serie también es conocida como "I Already Know".
La primera lectura del guion fue realizada el 5 de marzo de 2021 y las filmaciones comenzaron ese mismo mes.
El 31 de mayo de 2021, la JTBC anunció que el actor Kim Min-gwi (quien da vida a Nam Kyu-hyun), se había aislado luego de entrar en contacto cercano con una persona que tenía COVID-19 y luego de someterse a una prueba también había dado positivo. Debido a esto, el elenco y el equipo de producción se realizaron pruebas y todos habían dado negativo. Sin embargo a pesar de esto, la cadena anunció que estaban tomando todas las medidas preventivas asignadas por el gobierno. Más tarde, la JTBC informó que las escenas donde aparecía el actor serían editadas, después de que una exnovia lo acusara de haber sido infiel y romper las norma de cuarentena que le habían sido impuestas tras haberse contagiado de COVID-19.
La conferencia de prensa en línea fue realizada el 18 de junio de 2021.
La serie contó con el apoyo de las compañías de producción "Studio N", "Beyond J" y "JTBC Studios".

### Recepción
Después de su estreno, la serie no fue bien recibida y fue considerada aburrida, debido a la poca química entre los protagonistas, la trama sin sentido y el poco avance en la historia y los personajes.
El 1 de junio de 2021, Good Data Corporation compartió su nueva clasificación de los dramas y miembros del elenco que generaron más revuelo durante la semana del 24 al 30 de mayo del mismo año. Las listas se compilaron a partir del análisis de artículos de noticias, publicaciones de blogs, comunidades en línea, videos y publicaciones en redes sociales sobre los dramas que están actualmente al aire o que saldrán al aire próximamente. La serie obtuvo el puesto número 8 en la lista de dramas más comentados de la semana.
El 23 de junio de 2021, Good Data Corporation compartió su nueva clasificación de los dramas y miembros del elenco que generaron más revuelo durante la tercera semana de junio del mismo año. Las listas se compilaron a partir del análisis de artículos de noticias, publicaciones de blogs, comunidades en línea, videos y publicaciones en redes sociales sobre los dramas que están actualmente al aire o que saldrán al aire próximamente. La serie obtuvo el puesto número 6 en la lista de dramas, mientras que los actores Song Kang y Han So-hee ocuparon los puestos 3 y 6 respectivamente dentro de los diez miembros del elenco más comentados de la semana.
El 3 de julio de 2021, Good Data Corporation compartió su nueva clasificación de los dramas y miembros del elenco que generaron más revuelo durante la semana. Las listas se compilaron a partir del análisis de artículos de noticias, publicaciones de blogs, comunidades en línea, videos y publicaciones en redes sociales sobre los dramas que están actualmente al aire o que saldrán al aire próximamente. La serie obtuvo el puesto número 7 en la lista de dramas más comentados de la semana.
El 6 de julio de 2021, Good Data Corporation compartió su nueva clasificación de los dramas y miembros del elenco que generaron más revuelo durante la semana del 28 de junio hasta el 4 de julio del mismo año. Las listas se compilaron a partir del análisis de artículos de noticias, publicaciones de blogs, comunidades en línea, videos y publicaciones en redes sociales sobre los dramas que están actualmente al aire o que saldrán al aire próximamente. La serie obtuvo el puesto número 7 en la lista de dramas más comentados de la semana.
El 13 de julio de 2021, Good Data Corporation compartió su nueva clasificación de los dramas y miembros del elenco que generaron más revuelo durante la semana. Las listas se compilaron a partir del análisis de artículos de noticias, publicaciones de blogs, comunidades en línea, videos y publicaciones en redes sociales sobre los dramas que están actualmente al aire o que saldrán al aire próximamente. La serie obtuvo el puesto número 6 en la lista de dramas, mientras que el actor Song Kang ocupó el lugar número 10 dentro de los diez miembro del elenco más comentados de la semana.
El 19 de julio de 2021, Good Data Corporation compartió su nueva clasificación de los dramas y miembros del elenco que generaron más revuelo durante la semana. Las listas se compilaron a partir del análisis de artículos de noticias, publicaciones de blogs, comunidades en línea, videos y publicaciones en redes sociales sobre los dramas que están actualmente al aire o que saldrán al aire próximamente. La serie obtuvo el puesto número 7 en la lista de dramas más comentados de la semana, mientras que los actores Han So-hee y Song Kang ocuparon los puestos 6 y 10 respectivamente dentro de los diez miembros del elenco más comentados de la semana.
El 26 de julio de 2021, Good Data Corporation compartió su nueva clasificación de los dramas y miembros del elenco que generaron más revuelo durante la semana. Las listas se compilaron a partir del análisis de artículos de noticias, publicaciones de blogs, comunidades en línea, videos y publicaciones en redes sociales sobre los dramas que están actualmente al aire o que saldrán al aire próximamente. La serie obtuvo el puesto número 5 en la lista de dramas más comentados de la semana. Mientras que los actores Song Kang y Han So-hee ocuparon los puestos 5 y 8 respectivamente dentro de los diez miembros del elenco más comentados de la semana
El 2 de agosto de 2021, Good Data Corporation compartió su nueva clasificación de los dramas y miembros del elenco que generaron más revuelo durante la semana. Las listas se compilaron a partir del análisis de artículos de noticias, publicaciones de blogs, comunidades en línea, videos y publicaciones en redes sociales sobre los dramas que están actualmente al aire o que saldrán al aire próximamente. La serie obtuvo el puesto número 5 en la lista de dramas más comentados de la semana. Mientras que los actores Han So-hee y Song Kang ocuparon los puestos 8 y 9 respectivamente dentro de los diez miembros del elenco más comentados de la semana.
El 9 de agosto de 2021, el Good Data Corporation compartió su nueva clasificación de los dramas y miembros del elenco que generaron más revuelo durante la semana. Las listas se compilaron a partir del análisis de artículos de noticias, publicaciones de blogs, comunidades en línea, videos y publicaciones en redes sociales sobre los dramas que están actualmente al aire o que saldrán al aire próximamente. La serie obtuvo el puesto número 6 dentro de la lista de dramas más comentados de la semana.
El 18 de agosto del mismo año, Good Data Corporation compartió su nueva clasificación de los dramas y miembros del elenco que generaron más revuelo durante la semana. Las listas se compilaron a partir del análisis de artículos de noticias, publicaciones de blogs, comunidades en línea, videos y publicaciones en redes sociales sobre los dramas que están actualmente al aire o que saldrán al aire próximamente. La serie obtuvo el puesto número 4 dentro de la lista de dramas más comentados de la semana, mientras que la actriz Han So-hee ocupó el puesto número 9 dentro de los diez miembros del elenco más comentados de la semana.
El 23 de agosto del mismo año, Good Data Corporation compartió su nueva clasificación de los dramas y miembros del elenco que generaron más revuelo durante la semana. Las listas se compilaron a partir del análisis de artículos de noticias, publicaciones de blogs, comunidades en línea, videos y publicaciones en redes sociales sobre los dramas que están actualmente al aire o que saldrán al aire próximamente. La serie obtuvo el puesto número 5 dentro de la lista de dramas más comentados de la semana, mientras que la actriz Han So-hee ocupó el puesto número 10 dentro de los diez miembros del elenco más comentados de la semana.

### Distribución internacional
Internacionalmente la serie estará disponible para su transmisión en Netflix.